# Чансан (станция метро)
«Чансан» (кор. 장산) — конечная подземная станция Пусанского метро на Второй линии. Она представлена островной платформой. Станция обслуживается Пусанской транспортной корпорацией. Расположена в квартале Чва-дон административного района Хэундэ-гу города-метрополии Пусан (Республика Корея). Как следует из названия, гора Чансан находится в непосредственной близости от станции. На станции установлены платформенные раздвижные двери.
Станция была открыта 29 августа 2002 года.
Рядом с станцией расположены:
- Гора Чансан
- Медицинский центр Хэундэ Пэк при университета Индже
- Парк Тэчхон
- Средняя школа Тонбэк
- Почта Хэундэ
- Торговый центр «NC» в Хэундэ
- Штаб 53-й пехотной дивизии Сухопутных войск Республики Корея
- Буддийский монастырь Покпхоса